# Szent Miklós-fatemplom (Felsőcsobánka)
A Szent Miklós-fatemplom műemlékké nyilvánított épület Romániában, Kolozs megyében. A romániai műemlékek jegyzékében a  CJ-II-m-B-07567 sorszámon szerepel.